# Cladosporium harknessii
Cladosporium harknessii är en svampart som först beskrevs av Peck, och fick sitt nu gällande namn av S. Hughes 1953. Cladosporium harknessii ingår i släktet Cladosporium och familjen Davidiellaceae.   Inga underarter finns listade i Catalogue of Life.